# Jardim notável
Jardim notável (em francês:  Jardin remarquable) é uma marca criada em 2004 pelo Ministério da Cultura francês com o concurso do "Conselho nacional dos parques e jardins" que visa a reconhecer e valorizar os parques e jardins abertos ao público.

## Exigências
A marca ultrapassa o quadro dos jardins antigos, protegidos ou não a título de monumento histórico, para poder incluir os jardins de criação recente.
É atribuído por cinco anos, sendo re-examinado ao fim desse período, e entra em linha de conta com: composição, integração no sítio, qualidade das redondezas e a presença de elementos notáveis ou elementos botânico ou elementos histórico. Esta última exigência só é exigida aos jardins antigos.
Em contrapartida os proprietários são obrigados a tratar regularmente o jardim, a tê-lo aberto ao público pelo menos 50 dias por ano, a participar na reunião anual de "Rendez-vous no jardim" ou nas "Jornadas europeias do património", a ter documentação para fornecer aos visitantes e a ter uma placa com o símbolo dos parques e jardins.